# Geraldo Rivera
Gerald Michael Rivera, semplicemente noto come Geraldo Rivera (New York, 4 luglio 1943), è un avvocato, giornalista e conduttore televisivo statunitense.

## Biografia
Rivera è nato all'ospedale di Mount Sinai Beth Israel di New York City, New York, dalla cameriera Lillian e dal tassista Cruz "Allen" Rivera. Il padre di Rivera era un portoricano cattolico, mentre sua madre ha origini ebraico russe. È cresciuto a Brooklyn e a West Babylon, a New York, dove ha frequentato la High School di West Babylon. La famiglia di Rivera, in passato, è stata talvolta sottoposta a pregiudizi per lo più razziali, tanto che la famiglia si è nascosta per anni dietro il cognome di "Riviera", perché pensato "meno etnico".
Dal settembre 1961 al maggio 1963, ha frequentato la SUNY Maritime College di New York, dove è stato membro della squadra di canottaggio. Nel 1965, Rivera si laurea all'Università dell'Arizona in amministrazione aziendale. Dopo aver provato con vari lavori che spaziano da commesso di abbigliamento a cuoco, Rivera si iscrive alla Brooklyn Law School nel 1966. Come studente di diritto, ha svolto tirocinio insieme ad un avvocato della contea di New York, il leggendario giustiziere del crimine Frank Hogan.
È conosciuto per essere stato il conduttore del talk show televisivo Geraldo, tra il 1987 e il 1998 e per essere stato il presentatore del settimanale di attualità Geraldo at Large (Geraldo in libertà). In seguito ha ospitato per trasmissioni occasionali del Geraldo Rivera Reports e appare anche svariate volte nel talk show statunitense The Five, di Fox News.